# Cordesia provannoides
Cordesia provannoides là một loài ốc biển, là động vật thân mềm chân bụng sống ở biển thuộc họ Provannidae.
Cordesia provannoides là loài duy nhất trong chi Cordesia.

## Phân bố
Loài này hiện diện ở các chỗ rò rỉ mê tab ở dưới sông Congo.